# Austrolittorina
Genre
Synonymes
- Littorina (Austrolittorina) Rosewater, 1970[1]

Austrolittorina est un genre de mollusques gastéropodes de la famille des Littorinidae. 

## Systématique
Le genre Austrolittorina a été créé en 1970 par le malacologiste américain Joseph Rosewater (d) (1928-1985) avec pour espèce type Austrolittorina unifasciata et initialement décrit comme sous-genre de Littorina sous le taxon Littorina (Austrolittorina).

## Liste d'espèces
Selon World Register of Marine Species (11 septembre 2021) :
- Austrolittorina antipodum (Philippi, 1847)
- Austrolittorina araucana (d'Orbigny, 1840)
- Austrolittorina cincta (Quoy & Gaimard, 1833)
- Austrolittorina fernandezensis (Rosewater, 1970)
- Austrolittorina unifasciata (Gray, 1826) - espèce type

## Publication originale
- (en) Joseph Rosewater, « The family Littorinidae in the Indo-Pacific. Part I. The subfamily Littorininae », Indo-Pacific mollusca, Inconnu, vol. 2, no 11,‎ 30 novembre 1970, p. 417-506 (ISSN 0073-7240, OCLC 1321353, lire en ligne).